# Intensità di traffico
Nelle reti di telecomunicazioni, l'intensità di traffico è la misura dell'occupazione media di una risorsa in un'unità di tempo. Esempi di risorse sono i canali di comunicazione oppure i server Internet.
È misurata in erlang, ed è definita come il rapporto tra il tempo durante il quale una risorsa è complessivamente occupata e il tempo che questa è disponibile per il servizio. Generalmente la misura è riferita all'ora di punta, ovvero quel periodo della giornata in cui l'intensità di traffico è massima.
In un sistema a coda con perdita, si distingue tra intensità di traffico offerto (in ingresso), smaltito (in uscita) e perso.
Se l'intensità di traffico offerto è maggiore del numero di serventi, il tasso col quale le informazioni arrivano supera il tasso con cui possono essere trasmesse. Se il sistema ha un buffer infinito, il tempo in coda diverge, altrimenti il sistema perde pacchetti.
In una rete a pacchetto, l'intensità di traffico offerto è:
{\displaystyle {\frac {aL}{R}}}
dove
- a è il tasso di arrivo (o interarrivo) dei pacchetti (es. pacchetti/secondo);
- L è la dimensione media dei pacchetti (es. in bit);
- R è il ritmo della trasmissione (es. bit/secondo).